# فهرست آثار ملی شهرستان سپیدان
فهرست آثار ملی شهرستان سپیدان بخشی از آثار ملی استان فارس در ایران است.
آثار ثبت‌شده شهرستان در این فهرست شامل ۱۷ اثر است.

## فهرست
| کد ثبتی | نام                        | شهر    | موقعیت جغرافیایی                                                                                  | طول و عرض جغرافیایی | سال ثبت    | قدمت              | نگاره |
| ------- | -------------------------- | ------ | ------------------------------------------------------------------------------------------------- | ------------------- | ---------- | ----------------- | ----- |
| ۱۳۵۲۳   | مجموعه چشمه و کتیبه شش پیر | سپیدان | شهرستان سپیدان، بخش مرکزی، دهستان برشنه، روستای شش پیر                                            |                     | ۱۳۸۴/۰۷/۲۳ | قاجاریه           |       |
| ۱۵۵۴۶   | قبرستان برشنه              | سپیدان | شهرستان سپیدان، دهستان شش پیر، روستای برشنه، کیلومتری ۵ جاده سپیدان به شیراز، ابتدای دوراهی برشنه |                     | ۱۳۸۵/۰۳/۱۷ | صفویه ـ قاجاریه   |       |
| ۱۶۰۲۸   | تل پاسگاه شول              | سپیدان | شهرستان سپیدان، بخش همایجان، دهستان همایجان، داخل روستای شول                                      |                     | ۱۳۸۵/۰۶/۲۰ | قرون متاخر اسلامی |       |
| ۱۶۰۴۸   | قبرستان شول                | سپیدان | شهرستان سپیدان، بخش همایجان، دهستان همایجان، روبروی روستای شول، حاشیه جاده اصلی سپیدان            |                     | ۱۳۸۵/۰۶/۲۰ | صفویه             |       |
| ۱۶۰۵۳   | آباره دالین                | سپیدان | شهرستان سپیدان، بخش همایجان، دهستان همایجان، انتهای روستای دالین، دره طاق                         |                     | ۱۳۸۵/۰۶/۲۰ | قاجاریه           |       |
| ۱۶۱۰۹   | بقایای برج شول             | سپیدان | شهرستان سپیدان، بخش همایجان، دهستان همایجان، داخل روستای شول                                      |                     | ۱۳۸۵/۰۶/۲۰ | قرن ۷ ه‍. ق         |       |
| ۱۷۰۷۹   | قبرستان دالین              | سپیدان | شهرستان سپیدان، بخش همایجان، دهستان همایجان، انتهای روستای دالین                                  |                     | ۱۳۸۵/۱۱/۰۸ | اوایل قاجار       |       |
| ۱۹۳۱۵   | معدن سنگ آسیاب خلار        | سپیدان | شهرستان سپیدان، بخش همایجان، دهستان همایجان، بر روی ارتفاعات گلبهاری مشرف بر روستای خلار          |                     | ۱۳۸۶/۰۵/۰۱ | صفویه             |       |
| ۱۹۷۲۹   | برج گلبهاری                | سپیدان | شهرستان سپیدان، بخش همایجان، دهستان همایجان، ارتفاعات گلبهاری مشرف بر روستای خلار                 |                     | ۱۳۸۶/۰۶/۲۸ | صفویه             |       |
| ۱۹۷۳۱   | برج خلار                   | سپیدان | شهرستان سپیدان، بخش همایجان، دهستان همایجان، روی ارتفاعات گلبهاری مشرف بر روستای خلار             |                     | ۱۳۸۶/۰۶/۲۸ | صفویه             |       |
| ۲۰۸۳۰   | گورستان خلار               | سپیدان | شهرستان سپیدان، بخش همایجان، دهستان همایجان، داخل روستای خلار                                     |                     | ۱۳۸۶/۱۱/۳۰ | قاجاریه           |       |
| ۲۰۸۴۱   | سنکابه‌های خلار             | سپیدان | شهرستان سپیدان، بخش همایجان، دهستان همایجان، روستای خلار، بر دامنه ارتفاعات گلبهاری               |                     | ۱۳۸۶/۱۱/۳۰ | صفویه             |       |
| ۲۰۹۵۷   | قلعه تل سفید               | سپیدان | شهرستان سپیدان، بخش همایجان، دهستان همایجان، بعداز روستای بوزنجان علیا به طرف روستای بوزنجان سفلی |                     | ۱۳۸۶/۱۱/۳۰ | ساسانی            |       |
| ۲۰۹۶۳   | گورستان روستای ابنو        | سپیدان | شهرستان سپیدان، بخش همایجان، دهستان همای جان، داخل روستای ابنو                                    |                     | ۱۳۸۶/۱۱/۳۰ | قرون متاخر اسلامی |       |
| ۲۰۹۶۵   | تپه دهنو                   | سپیدان | شهرستان سپیدان، بخش همایجان، دهستان همای جان، داخل روستای ابنو                                    |                     | ۱۳۸۶/۱۱/۳۰ | ساسانی            |       |
| ۲۱۸۳۸   | برج رکن الدین              | سپیدان | شهرستان سپیدان، بخش همایجان، دهستان همایجان، داخل روستای خلار، مجاور خانه موسوی                   |                     | ۱۳۸۶/۱۲/۲۶ | صفویه             |       |
| ۲۳۴۰۸   | امامزاده فخر الدین احمد    | سپیدان | شهرستان سپیدان، بخش همایجان، دهستان همایجان، داخل روستای ابنو                                     |                     | ۱۳۸۷/۰۶/۱۸ | قرون متاخر اسلامی |       |